# Anacleto (nombre)
Anacleto es un nombre propio masculino de origen griego en su variante en español. Proviene del griego 'Ανάκλητος (Anáklētos), de anaklein, ‘invocar’, por lo que significa ‘invocado’,
'Deslechao','plutarkitis'‘solicitado’.

## Santoral
26 de abril: San Anacleto, papa y mártir.

## Variantes
- Femenino: Anacleta.
- Diminutivo: Cleto.

### Variantes en otros idiomas
| Variantes en otras lenguas | Variantes en otras lenguas |
| -------------------------- | -------------------------- |
| Español                    | Anacleto                   |
| Alemán                     | Anaklet                    |
| Asturiano                  | Anacletu                   |
| Bretón                     | Anacletus                  |
| Búlgaro                    | Анаклет (Anaklet)          |
| Catalán                    | Anaclet                    |
| Checo                      | Anaklét                    |
| Croata                     | Anaklet                    |
| Danés                      | Anaklet                    |
| Eslovaco                   | Anaklét                    |
| Esperanto                  | Kleto                      |
| Estonio                    | Anacletus                  |
| Euskera                    | Anakelda                   |
| Finlandés                  | Anacletus                  |
| Francés                    | Anaclet                    |
| Gallego                    | Anacleto                   |
| Georgiano                  | კლეტუს (Kletus)            |
| Griego                     | Ανάκλητος (Anáklētos)      |
| Hebreo                     | אנקלטוס (Anaqletws)        |
| Holandés                   | Anacletus                  |
| Húngaro                    | Anaklét                    |
| Inglés                     | Anacletus                  |
| Italiano                   | Anacleto                   |
| Latín                      | Anacletus                  |
| Letón                      | Anaklēts                   |
| Lituano                    | Anakletas                  |
| Noruego                    | Kletus                     |
| Polaco                     | Anaklet                    |
| Portugués                  | Anacleto                   |
| Rumano                     | Anaclet                    |
| Ruso                       | Анаклет (Anaklet)          |
| Sardo                      | Anaclètu                   |
| Serbio                     | Анаклетије (Anakletije)    |
| Sueco                      | Anacletus                  |
| Ucraniano                  | Анакліт (Anaklit)          |